# Riffs III – Die Ratten von Manhattan
Riffs III – Die Ratten von Manhattan (Originaltitel: Rats – Notte di terrore) ist ein italienischer post-apokalyptischer Science-Fiction-Film aus dem Jahr 1984 von Bruno Mattei (unter dem Pseudonym Vincent Dawn) und Claudio Fragasso. Er spielt im Jahr 2240, knapp 225 Jahre „Nach der Bombe“, einer verheerenden Atombombenapokalypse, die die Menschen zwang unter der Erdoberfläche Schutz zu suchen, sie nannten sich fortan „zweite Menschheit“. Der Film verfolgt eine Gruppe Menschen, die den „Neuen Primitiven“ der „Dritten Menschheit“ angehören, welche es wagten hundert Jahre nach der Katastrophe wieder an die Erdoberfläche zu kommen und dort in der Ödnis der toten Erde einen Kampf um das Überleben führen.

## Handlung
Eine Gruppe von elf Menschen unter ihrem Anführer Kurt entdeckt auf ihrer Reise durch die Einöde der verwüsteten Erde eine offenbar verlassene Ortschaft. Sie finden im hinteren Bereich eines Saloons Räume mit Betten und mehrere Kisten mit Zucker, was nach Wochen der Suche nach Lebensmitteln große Euphorie in der Gruppe auslöst. Vereinzelt zeigen sich Ratten, die aber in diesen Zeiten auf der Erde normal sind, da sie sich ohne den Menschen unkontrolliert ausbreiten konnten. Kurz darauf entdecken sie eine Leiche in einem der Betten und vermuten, dass der Mensch aus Habgier getötet und zurückgelassen wurde. Eine zweite Leiche wird in einem Schrank gefunden, was in der Gruppe dann doch Sorgen und Fragen aufkommen lässt. Im Keller des Gebäudes finden sie Pflanzen in kleinen Gewächshäusern, sowie ein Computerterminal, das „Total Elimination Group“ anzeigt.
Am Abend werden Leichen nach draußen gebracht und verbrannt, die Gruppe plant im Saloon die Nacht zu verbringen.
Dann tauchen jedoch sehr viele Ratten im Keller, im Saloon und im Freien vor dem Saloon auf und töten Lilith und Lucifer und zerstören die Reifen der Motorräder, um eine Flucht zu verhindern. Währenddessen wird Noah im Keller von Ratten angegriffen und dadurch aggressiv und wahnsinnig, weswegen er von Kurt mit einem Flammenwerfer getötet wird. Die Ratten scheinen als primäres Futter Menschen zu sehen und nicht deren Vorräte. Als Diana angegriffen wird und in eines der Betten zum Erholen gebracht wird, wollen Kurt, Deus, Video und Taurus für sie Wasser aus dem Keller holen. Bei dem Versuch wird Taurus von den Ratten getötet und aus Panik verbarrikadiert sich Duke mit Diana, Myrna und Chocolate im Raum mit den Betten und erklärt sich zum neuen Anführer. Er wird aber mit einem Trick Chocolates überwältigt und fügt sich wieder der Gruppe.
Als die Gruppe den Saloon verlassen will, ist der gesamte Raum bereits mit Ratten überlaufen. Sie schaffen es zwar durch dieses Hindernis, Duke nimmt dann aber Myrna als Geisel und sprengt sie und sich aus Verzweiflung mit einer Granate in die Luft, dabei zerstört er eines ihrer gepanzerten Fahrzeuge. Diana begeht daraufhin aus Verzweiflung Selbstmord.
Als die Gruppe nur noch aus vier Menschen besteht, findet sie eine Audioaufzeichnung, in der von wissenschaftlichen Forschungen zur Bekämpfung der Radioaktivität, der Verseuchung der Erde und deren Auswirkungen, sowie des Horrors, der aus der Erde kommt, die Rede ist.
Während die Gruppe darüber diskutiert, was das bedeuten könnte, wird sie von allen Seiten von Ratten umzingelt, die versuchen die Tür einzureißen. Kurt und Deus opfern sich, damit die letzten beiden Überlebenden, Chocolate und Video, sich nach draußen retten können.
Es scheint unerwartete Hilfe zu geben, denn aus einem Gulli in der Straße steigt eine Personengruppe in Schutzanzügen. Sie versprüht Gas, welches die Ratten zu töten, oder zumindest vertreiben zu scheint. Chocolate und Video werden durch das Gas betäubt, erwachen aber kurze Zeit später unbehelligt im Freien. Sie wollen ihren Rettern danken und bitten sie, sie wieder mit unter die Erde, zum Rest der Menschheit, mitzunehmen. Als eine der Personen dann ihre Schutzmaske abnimmt, müssen Video und Chocolate mit Furcht und Schrecken feststellen, dass darunter nicht das Gesicht eines Menschen ist, sondern ein großer, pelziger Rattenkopf.

## Veröffentlichung
In Deutschland startete der Film am 3. August 1984 in den Kinos und lief erst 1986 limitiert in den USA im Kino. Er wurde 2005 von Anchor Bay auf DVD veröffentlicht, sowie 2007 ein weiteres Mal von Blue Underground.
Der deutsche Verleihtitel „Riffs III – Die Ratten von Manhattan“ ist irreführend, da er den Film so fälschlicherweise als zweite Fortsetzung von The Riffs – Die Gewalt sind wir nach The Riffs II – Flucht aus der Bronx, beide von 1982, hinstellt.

## Sonstiges
Der Film wurde in den Cinecittà Studios in Rom gedreht und nutzte Sets des Films Es war einmal in Amerika von Sergio Leone. Fast allen Darstellern wurden im Vor- und Abspann englischsprachige Fantasienamen gegeben.